# 순천 송광사 보조국사비
순천 송광사 보조국사비(順天 松廣寺 普照國師碑)는 전라남도 순천시 송광면, 송광사 절내에 자리하고 있는 비석이다. 1982년 10월 15일 전라남도의 유형문화재 제91호로 지정되었다.

## 개요
송광사 절내의 외떨어진 곳에 자리하고 있는 비로, 보조국사 지눌의 행적을 기리고 있다.
지눌은 고려시대의 승려로, 8세에 출가하여 34세에 승과에 합격하였으나, 출세를 멀리하며 선배의 가르침을 받았다. 당시는 선종과 교종의 대립이 심하였는데, 지눌은 교종의 가르침을 무시하지 않으면서 선종의 가르침을 받았으며, 그 일치점을 찾기 위해 노력하였다. 이후 그를 따르는 무리가 많아지자 새로운 장소를 찾아다니다 송광사에 들어와 머무르게 되었다. 10여년 동안 송광사를 중심으로 선종을 크게 일으켰으며, 희종 6년(1210) 53세의 나이로 입적하니, 왕은 그를 ‘국사’로 추증하였다.
비는 거북받침돌 위로 비몸을 세우고 머릿돌을 올린 모습이다. 밑의 일부가 땅에 묻혀있는 거북받침돌은 머리가 용의 머리화되었으나 사실적이지는 못하다. 머리뒤에는 귀가 솟아 있어 독특하며, 등은 육각무늬들로 가득 차 있는데 조각이 형식적이고 힘이 없다. 등 중앙에는 비몸을 꽂아두기 위한 네모난 홈을 마련해 놓았다. 머릿돌은 두 마리의 용을 새기어 장식하였는데, 서로 엉켜 꿈틀거리는 모습에서 생동감이 느껴지기는 하나 조각은 서투르다.
원래 고려 희종 6년(1210)에 처음 세웠던 것을, 조선 숙종 4년(1678)에 다시 세워 지금에 이르고 있다.

## 같이 보기
- 지눌

## 참고 자료
- 송광사보조국사비 - 국가유산청 국가유산포털